# Jože Derganc
Jože Drganc, slovenski industrijski sociolog, * 10. avgust 1934, Semič, † 8. september, 1964, Ljubljana.

## Življenje in delo
Diplomiral je 1959 na ljubljanski Pravni fakulteti. Zaposlen je bil na Inštitutu za sociologijo in javno upravo Pravne fakultete v Ljubljani (do 1961), nato do smrti na Inštitutu za sociologijo in filozofijo pri ljubljanski univerzi, kjer je po enoletni specializaciji v Parizu vodil oddelek za industrijsko sociologijo; hkrati pa je ta predmet tudi predaval na tedanji Visoki šoli za politične vede v Ljubljani. Napisal je prvi slovenski visokošolski učbenik Industrijska sociologija (1962), ter samostojno ali v soavtorstvu objavil več razprav.